# Burkhardt Gorissen
Burkhardt Gorissen (* 1958) ist ein deutscher Autor und Journalist. Von 2006 bis zu seinem Austritt im April 2008 war er Großredner der Großloge der Alten Freien und Angenommenen Maurer von Deutschland mit Sitz in Berlin.

## Leben
Gorissen erlernte den Beruf des Groß- und Außenhandelskaufmanns. Während dieser Ausbildung besuchte er das Abendgymnasium. Danach studierte er Betriebswirtschaftslehre. Seit 1990 ist er freier Autor und Journalist bei verschiedenen Rundfunksendern. Thematisch beschäftigte er sich mit Fundamentalismus, Rechtsextremismus, Erstarrung der Gesellschaft durch bürokratische Normen und der Verantwortung des Menschen. 1992 wurde sein Theaterstück Vorabend Wieder am Schauspielhaus Kiel aufgeführt. Er schreibt Artikel für Die Tagespost. Er wohnt in Dülken und ist unverheiratet.
1997 trat er einer Freimaurerloge bei. Er war in Mönchengladbach und Köln Meister vom Stuhl. 2004 wurde er zum Atelierpräsidenten (Vorsitzenden) eines Kölner Ateliers (Loge) des „Alten und Angenommenen Schottischen Ritus“ gewählt. 2007 war Gorissen an der Organisation eines Großlogentreffens in Köln beteiligt, bei dem der Theologe Hans Küng mit dem Kulturpreis der deutschen Freimaurer ausgezeichnet wurde.
Mit der Entscheidung, dass Freimaurerei und Christentum für ihn unvereinbar seien, trat er im April 2008 aus dem Bund der Freimaurer aus. Seinen Trennungsprozess und seine freimaurerischen Erfahrungen beschreibt er in seinem Buch Ich war Freimaurer.

## Werke

### Theaterstücke
- Vorabend Wieder

### Bücher
- Timon und der Löwenstern, Pixi, Nr. 1119, Hamburg 2001, ISBN 3-551-05731-1
- Freimaurerei – Fragen und Antworten, Bonn 2001[6][7]
- Pia spielt Flöte, Pixi, Nr. 1157, Hamburg 2002, ISBN 3-551-05735-4
- Ich war Freimaurer, St. Ulrich Verlag, Augsburg, 2009, ISBN 978-3-86744-107-0
- Teufels Brüder, St. Ulrich Verlag, Augsburg 2011, ISBN 978-3-86744-199-5 (historischer Roman aus der Zeit der Reformation)
- Der Viehhändler von Dülken, KBV, Hillesheim 2014, ISBN 978-3-95441-189-4 (historischer Kriminalroman vom Niederrhein)
- Gesellschaft ohne christliche Identität, Media Maria Verlag, Illertissen 2020, ISBN 978-3 9479312-3-1

### Buchbeiträge
- Cees Nooteboom: Unterwegs zum Mittelpunkt der Seele, in: Poeten, Priester und Propheten. Leben und Werk inspirierender Schriftsteller (Hrsg. von Stefan Meetschen und Alexander Pschera), Fe-Medienverlag, Kißlegg 2016, ISBN 978-3-86357-152-8
- Hilde Bruch: Ärztin und Psychoanalytikerin, in: Paul Eßer / Torsten Eßer: Viersener Köpfe. Bekannte Bürger(innen) unserer Stadt und ihre Geschichte(n), Kater Verlag, Viersen 2023, S. 48–52.
- Wilhelm Koenigs: Chemiker, in: Paul Eßer / Torsten Eßer: Viersener Köpfe. Bekannte Bürger(innen) unserer Stadt und ihre Geschichte(n), Kater Verlag, Viersen 2023, S. 167–170.

### Gedichte
- Für's Vaterland[8]